# Paralaxa (astronomie)
Paralaxa (míra vzdálenosti) v astronomii je úhel, o který se na obloze nebeské těleso posune, je-li pozorováno z krajových bodů vhodně zvolené základny. Výpočet paralaxy se používá hlavně pro měření vzdáleností objektů ve vesmíru. Pro měření vzdáleností objektů ve sluneční soustavě se jako základna používá poloměr Země, pro měření vzdáleností hvězd se používá poloměr oběžné dráhy Země (vzdálenost Země–Slunce). Pro některé další typy paralax se používají i jiné základny (viz dále).

## Sluneční paralaxa

Schéma přechodu Venuše přes sluneční disk

Sluneční paralaxa je úhel, pod kterým by byl pozorován rovníkový poloměr Země ze středu Slunce (vzdálenost 1 au). Sluneční paralaxa je základem pro výpočet ostatních paralax. Její hodnota je 8,764 148". Byla měřena několika metodami.

### Metody měření sluneční paralaxy
- Pomocí přechodů Venuše přes sluneční disk

Při průchodu Venuše přes sluneční disk se Venuše při pozorování z různých míst na Zemi promítá na různá místa slunečního kotouče. Změřením těchto rozdílů lze přesně určit horizontální paralaxu (viz dále) Venuše (a tím její vzdálenost od Země). Z Keplerových zákonů pak vyplývá i vzdálenost Země od Slunce.
- Z opozice blízkých planetek

Z různých míst Země se ve stejném okamžiku promítá planetka Eros na různá místa oblohy. Tím lze trigonometricky změřit její vzdálenost od Země a dle Keplerových zákonů určit i vzdálenost Země–Slunce.
- Pomocí radarových odrazů od Venuše

Z doby mezi vysláním a návratem radarového signálu odraženého od Venuše lze určit vzdálenost Venuše–Země a dle Keplerových zákonů lze opět vypočítat požadovanou vzdálenost Země od Slunce.

## Denní a horizontální paralaxa

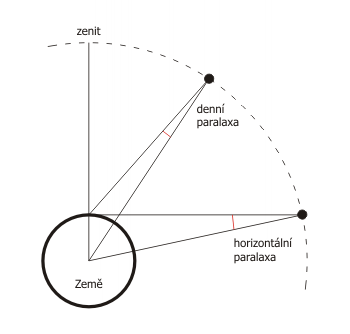
Denní paralaxa

Denní paralaxa je úhel, pod kterým by z měřeného tělesa byla vidět vzdálenost od středu Země k pozorovacímu místu na povrchu Země. Pro pozorované těleso, které se nachází na obzoru je denní paralaxa maximální - jde o horizontální paralaxu. Pokud se pozorované těleso nachází v zenitu pozorovacího místa, je jeho denní paralaxa nulová.
Průměr Země se pro různé geografické šířky liší – největší průměr Země je na rovníku. Paralaxa měřená z rovníku se nazývá rovníková paralaxa - jde tedy o úhel, pod kterým by z pozorovaného tělesa byl vidět rovníkový poloměr Země. Jeho hodnota je pro Slunce 8,79", pro Měsíc ve střední vzdálenosti 57'02,5".

## Roční paralaxa

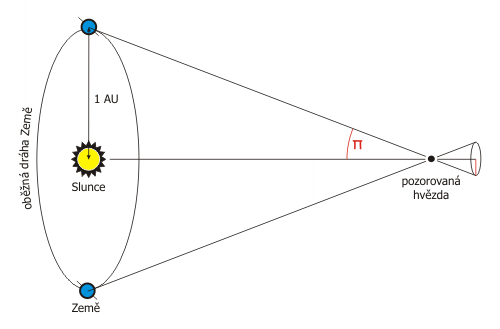
Roční paralaxa

Roční paralaxa (někdy také heliocentrická paralaxa) je paralaxa hvězdy, která je způsobena oběhem Země kolem Slunce – jde o úhel, pod jakým se z dané hvězdy jeví poloměr oběžné dráhy Země. Vzhledem k pohybu Země kolem Slunce zdánlivě opisuje každá hvězda na obloze malou paralakční elipsu, jejíž velká poloosa má hodnotu právě roční paralaxy. U hvězd, které se nacházejí v rovině ekliptiky je tato elipsa redukována na úsečku, u hvězd blízko pólu ekliptiky je paralakční elipsa téměř kružnicí.
Roční paralaxa se udává v úhlových vteřinách. Čím je hvězda blíže k Zemi, tím je její paralaxa větší. Vzdálenost hvězdy d v parsecích se určí z poloviny hodnoty její roční paralaxy p snadným výpočtem:
{\displaystyle d(\mathrm {pc} )\simeq {\dfrac {1}{p}}(\mathrm {arcsec} ).}
Největší známou paralaxu má hvězda Proxima Centauri – asi 0,772", což odpovídá vzdálenosti:
{\displaystyle d={\dfrac {1}{0,\!772}}=1,\!3\,\mathrm {pc} }
Vzdálenost určená pomocí roční paralaxy je jedním ze základních kroků, jak se určují vzdálenosti objektů ve vesmíru. Mnoho přesných měření paralax bylo provedeno pomocí družice Hipparcos a ještě přesnější změření hodnot u miliardy hvězd zajistila sonda Gaia.

### Historická poznámka
Heliocentrická paralaxa je příliš malá na pozorování pouhým okem. Nepozorovatelnost paralaxy podle Archiméda vyvrací heliocentrickou soustavu a jako silný argument přetrvává až do novověku. Problém byl definitivně vyřešen až v 19. století pozorováním paralaxy přesnějšími přístroji, poprvé Besselem u hvězdy 61 Cygni, a to roku 1838. To bylo podstatně později než si při pokusech naměřit paralaxu Bradley všiml aberace světla, jiného cyklického děje potvrzujícího heliocentrismus.

## Sekulární paralaxa
Blízké hvězdy se zdánlivě pohybují na obloze opačným směrem než postupuje Slunce. Velikost jejich posuvu se nazývá sekulární paralaxa. Sekulární paralaxu způsobuje pohyb sluneční soustavy směrem k apexu v souhvězdí Herkula, tedy nestejné obíhání galaktického jádra hvězdami. Pro určení sekulární paralaxy se jako základna používá vzdálenost, kterou Slunce (společně se Zemí) urazí za jeden rok směrem k apexu (asi 4,11 au).
Sekulární paralaxu nelze použít pro přesný výpočet vzdálenosti hvězd, její hodnota se totiž z vlastního pohybu hvězdy nedá jednoznačně získat. Byla ale použita k odhadům těchto vzdáleností.

## Fotometrická paralaxa
Fotometrická paralaxa je paralaxa určená ze dvou fotometrických veličin - ze zdánlivé hvězdné velikosti (m) a absolutní hvězdné velikosti (M). Z jejich rozdílu, modulu vzdálenosti, lze určit vzdálenost hvězdy v parsecích:
{\displaystyle r=10^{\left({\frac {m-M}{5}}+1\right)}} .
Pokud je absolutní hvězdná velikost určena pomocí spektra hvězd dle HR diagramu, je takto vypočtená paralaxa také nazývána spektroskopickou paralaxou.

## Dynamická paralaxa
Dynamická paralaxa (někdy také hypotetická paralaxa) je paralaxa vizuálních dvojhvězd. Určuje se z třetího Keplerova zákona. Základem je zdánlivá dráha obou složek dvojhvězdy na obloze a vztah hmotnost–zářivost. Je-li z tohoto vztahu určena hmotnost obou složek a je-li změřena perioda vzájemného oběhu, lze z třetího Keplerova zákona vypočítat vzdálenost složek. Dle třetího Keplerova zákona platí (zde je uveden v Newtonově zobecněné formě):
{\displaystyle (M_{1}+M_{2})P^{2}=a^{3}\,\!}
Kde M1 a M2 jsou hmotnosti obou hvězd v jednotkách sluneční hmotnosti, P oběžná dráha v rocích a a velká poloosa v astronomických jednotkách.